# San Juan Tepepa
San Juan Tepepa är en ort i Mexiko.   Den ligger i kommunen Puebla och delstaten Puebla, i den sydöstra delen av landet, 110 km öster om huvudstaden Mexico City. San Juan Tepepa ligger 2 191 meter över havet och antalet invånare är 909.
Terrängen runt San Juan Tepepa är platt åt sydväst, men åt nordost är den kuperad. Runt San Juan Tepepa är det mycket tätbefolkat, med 2 614 invånare per kvadratkilometer. Närmaste större samhälle är Puebla de Zaragoza, 8,8 km nordväst om San Juan Tepepa. Trakten runt San Juan Tepepa består till största delen av jordbruksmark.